# Giovanni Macchia
Giovanni Macchia (Trani, 14 novembre 1912 – Roma, 30 settembre 2001) è stato un francesista, saggista e critico letterario italiano.

## Biografia
Figlio di Vito (presidente di Corte d'Assise, poi magistrato di cassazione), nel 1923 si trasferì con la famiglia a Roma, dove frequentò il Liceo classico Ennio Quirino Visconti. Nel 1930 si iscrisse alla Facoltà di Lettere e Filosofia e nel 1934 si laureò in letteratura francese con una tesi su Baudelaire critico. Dopo il corso di perfezionamento alla Sorbona e al Collège de France, fu lettore di lingua francese alla Scuola Normale Superiore di Pisa, poi insegnò lingua e letteratura francese a Catania e dal 1949 a Roma. Qui, nel 1952, fondò e diresse l'Istituto di Storia del teatro e dello spettacolo. Collaborò a numerose riviste italiane (Lettere d'oggi, di cui fu anche condirettore, L'Immagine, Letteratura) e straniere; diresse collane per le Edizioni scientifiche italiane, per le Edizioni dell'Ateneo, per le Edizioni Il Polifilo, per Mursia e l'edizione Arnoldo Mondadori Editore di Tutte le opere di Luigi Pirandello; negli anni sessanta fu condirettore della collana Le letterature del mondo.
Critico di ampi orizzonti, francesista fra i maggiori del secolo, fu anche illustre comparativista, studioso di letteratura italiana e spagnola, di storia del teatro, di arti figurative. Accademico dei Lincei, vinse nel 1963 il Premio Marzotto, nel 1977 il Premio Feltrinelli, nel 1980 il Premio Bagutta, nel 1988 il Prix Médicis essai, nel 1990 ebbe la Legion d'Onore, nel 1992 il Premio Balzan per la storia e critica delle letterature, nel 1995 la Penna d'Oro della Presidenza della Repubblica Italiana, nel 2000 il Grand Prix de la francophonie, attribuito dall'Académie française.

## La biblioteca
La biblioteca di Giovanni Macchia, formata da circa 30.000 volumi e documenti, è stata donata alla Biblioteca Nazionale Centrale di Roma dalla Fondazione Cassa di Risparmio (dal 2007 Fondazione Roma) che l'aveva acquistata dallo studioso nel 1993. Dal 2003, al fondo Giovanni Macchia è riservata una sala apposita della sede di Castro Pretorio.

## Opere

### Storia della letteratura francese
- Storia della letteratura francese: dalle origini a Montaigne, Roma, ERI, 1961.
- La letteratura francese: dal tramonto del Medioevo al Rinascimento, Firenze, Sansoni, 1970; poi Milano, Rizzoli, 1992, 1998 e 2000.
- La letteratura francese: dal Rinascimento al Classicismo, Firenze, Sansoni, 1970.
- La letteratura francese del Medioevo, Torino, Einaudi, 1981.
- (con Massimo Colesanti e Luigi De Nardis), La letteratura francese: dall'Illuminismo al Romanticismo, Milano: Accademia, 1974; poi ivi, Rizzoli 1992.
- (con Massimo Colesanti e altri), La letteratura francese: dal Romanticismo al Simbolismo, Milano: Accademia, 1987; poi ivi, Rizzoli 1992.
- (con Massimo Colesanti e altri), La letteratura francese: il Novecento, Milano: Accademia, 1987; poi ivi, Rizzoli 1995.
- La letteratura francese: dal Medioevo al Settecento, Milano, Mondadori, 1987.
- Il naufragio della speranza. La letteratura francese dall'Illuminismo all'età romantica, Introduzione di Italo Calvino[3], Collana Saggi di Letteratura, Milano, Mondadori, 1994, ISBN 978-88-043-6388-0.

### Saggi
- Baudelaire critico, Firenze, Sansoni, 1939, poi Milano, Rizzoli, 1988
- Il cortegiano francese, Firenze, Parenti, 1943
- Baudelaire e la poetica della malinconia, Napoli, Edizioni Scientifiche Italiane, 1946; V ed. accresciuta, Milano, Rizzoli, 1992
- Studi, Napoli, Edizioni Scientifiche Italiane, 1947
- I convitati di pietra: saggi su moralisti e poeti francesi, Napoli, Edizioni scientifiche italiane, 1952
- Il paradiso della ragione. L'ordine e l'avventura nella tradizione letteraria francese, Bari, Laterza, 1960; con Prefazione di Eugenio Montale, Torino, Einaudi, 1972
- Teatro francese del grande secolo (antologia), Roma, ERI, 1960
- I moralisti classici: da Machiavelli a La Bruyère (antologia), Milano, Garzanti, 1961; poi Milano, Adelphi, 1988 e 2001
- La scuola dei sentimenti, Caltanissetta, Sciascia, 1963, poi Roma, Editori Riuniti, 1992
- Il mito di Parigi. Saggi e motivi francesi, Collana Saggi n.355, Torino, Einaudi, I ed. 1965; Milano, Mondadori, 1985; con una Nota all'edizione tascabile, Einaudi Tascabili n. 257, 1995
- Vita, avventure e morte di Don Giovanni, Bari, Laterza, 1966, poi Torino, Einaudi, 1978, poi Milano, Adelphi, 1991 e 1995
- I fantasmi dell'opera: idea e forme del mito romantico, Milano, Mondadori, 1971, poi Torino, Bollati Boringhieri, 2001
- Le rovine di Parigi, Milano, 1971, poi Milano, Mondadori, 1988
- La caduta della luna, Milano, Mondadori, 1973 e 1995
- Il silenzio di Molière, Milano, Mondadori, 1975
- Baudelaire, Milano, Rizzoli, 1975
- L'allegoria del diluvio, prefazione a Marcel Proust, La strada di Swann, Torino, Einaudi, 1978
- Il principe di Palagonia: mostri, sogni, prodigi nelle metamorfosi di un personaggio, Milano, Mondadori, 1979
- Saggi italiani, Milano, Mondadori, 1983
- L'angelo della notte: saggio su Proust, Milano, Rizzoli, 1980 e 1998
- Pirandello o la stanza della tortura, Milano, Mondadori, 1981
- Breviario dei politici secondo il cardinale Mazzarino (antologia di Jules Mazarin), Milano, Rizzoli, 1981 e 2000
- Gli anni dell'attesa, Milano, Adelphi, 1987
- Tra don Giovanni e don Rodrigo: scenari secenteschi, Milano, Adelphi, 1989
- Proust e dintorni, Milano, Mondadori, 1989
- Elogio alla luce: incontri fra le arti, Milano, Adelphi, 1990
- Il teatro delle passioni, Milano, Adelphi, 1993
- Manzoni e la via del romanzo, Milano, Adelphi, 1994
- Ritratti, personaggi, fantasmi, Milano, I Meridiani Mondadori, 1997
- (con Doriano Fasoli) La stanza delle passioni: dialoghi sulla letteratura francese e italiana, Venezia, Marsilio, 1997
- Tutti gli scritti su Proust, Torino, Einaudi, 1997
- Scrittori al tramonto: saggi e frammenti autobiografici, Milano, Adelphi, 1999